# هر کس می‌تواند گیتار بنوازد
«هر کس می‌تواند گیتار بنوازد» (انگلیسی: Anyone Can Play Guitar) نام تک‌آهنگی از گروه آلترنیتیو راک انگلیسی ردیوهد است که در سال ۱۹۹۳ منتشر شد. این آهنگ یکی از ترانه‌های آلبوم اوّل ردیوهد، پابلو هانی است که فقط در انتشار دوباره آلبوم در آن گنجانده شده بود. این دومین تک‌آهنگ گروه و اولین آهنگی بود که به صورت گسترده و از همان ابتدا بسیار شنیده شد. («خزش» در تعداد به مراتب کمتری منتشر شده بود و در فروش به شکست اولیه خورده بود که چند ماه بعد و پس از انتشار دوباره آن با اقبال فراوانی روبرو شد) «هر کس می‌تواند گیتار بنوازد» هرچند نتوانست در جدول‌های فروش موسیقی تأثیر زیادی بگذارد اما در اجراهای زنده گروه بسیار مورد استفاده قرار می‌گرفت.

## فهرست آهنگ‌ها

### نسخه بریتانیا
1. Anyone Can Play Guitar (single edit)
2. Faithless the Wonder Boy
3. Coke Babies